# Pseudogarypus hypogeus
Espèce
Pseudogarypus hypogeus est une espèce de pseudoscorpions de la famille des Pseudogarypidae.

## Distribution
Cette espèce est endémique d'Arizona aux États-Unis. Elle se rencontre dans le comté de Coconino dans le Wupatki National Monument.

## Description
La femelle holotype mesure 2,88 mm.

## Publication originale
- Muchmore, 1981 : Cavernicolous species of Larca, Archeolarca, and Pseudogarypus with notes on the genera, (Pseudoscorpionida, Garypidae and Pseudogarypidae). Journal of Arachnology, vol. 9, no 1, p. 47-60 (texte intégral).